# Kam doskáče ranní ptáče
Kam doskáče ranní ptáče je československý film z roku 1987 režírovaný Drahomírou Reňákovou-Královou.

## Děj
Pavel Musil je žák základní školy, ale na svůj věk je velmi technicky nadaný. Pavlova maminka pracuje ve výzkumném ústavu na projektu, který se zabývá vytvářením kopií živých tvorů. Základem těchto kopií je hmota, která za vhodných podmínek dokáže převzít vzhled a vlastnosti tvora nacházejícího se v její blízkosti. Tuto přeměnu se nedaří dlouhodobě udržet. Pavel by rád s touto hmotou také zkusil nějaké experimenty, ale maminka je proti. Pavel se proto vydá do výzkumného ústavu a část hmoty si vezme domů a provádí s ní pokusy.
Jeden večer se na něj maminka moc zlobí a Pavel slíbí, že se polepší. Té noci je bouřka a jedna část hmoty, kterou měl Pavel schovanou ve své posteli, se promění v Pavlova dvojníka. Protože byl zrovna Pavel v náladě, kdy slíbil polepšení, je jeho dvojník vzorný. Druhou část hmoty si Pavel vezme s sebou na koupaliště, kde ji zahrabe do písku. Opět se přižene bouřka a vznikne další dvojník. Protože byl Pavel rozzlobený, je tento druhý dvojník rozzlobený také.
Vzornému dvojníkovi Pavla se nelíbí, že Pavel nechce chodit do školy, zatímco on tam jde rád. Pavel svoje dvojníky využívá, což se jim po čase přestane líbit a domluví se na něj. Vše se srovná, až když onemocní domovnice paní Mrázová a je potřeba jí pomoci a všichni tři Pavlové se dohodnou, že jí pomohou a rozdělí si úlohy, co který udělá. Je potřeba nakoupit, umýt schody a najít manžela paní Mrázové.
Poté ještě Pavlovi jeho dvojníci pomůžou zvítězit nad Čundrlíkem a jeho partou, která Pavla šikanovala. Když si rodiče Čundrlíka a jeho kamarádů přijdou Pavlově mamince stěžovat, že jí její synové mlátí děti, nechápavě říká, že má jenom jednoho syna. Čundrlík a jeho kamarádi pak tvrdí, že ti další byli také Pavel, načež jsou svými rodiči odvedeni domů. Pavel se chce přiznat, jak to vlastně je, ale jeho dvojníci se mezitím rozhodnou změnit se zpět ve hmotu.

## Obsazení
| Pavel Diviš      | Pavel                          |
| Luboš Diviš      | druhý a třetí Pavel (dvojrole) |
| Lenka Termerová  | maminka Pavla                  |
| Jana Smrčková    | učitelka                       |
| Dana Homolová    | Vrbová                         |
| Blažena Holišová | Mrázová                        |
| Josef Somr       | Mráz                           |
| Miloslav Šimek   | ředitel                        |
| Jiří Ornest      | docent Trčka                   |
| Ladislav Županič | Brabec                         |
| Dana Hlaváčová   | Brabcová                       |
| Marek Eben       | reportér                       |
| Jiří Šandera     | Čundrlík                       |